# Władysław Pieniążek
Władysław Karol Pieniążek (ur. 18 maja 1885 w Krakowie, zm. ?) – pułkownik dyplomowany piechoty Wojska Polskiego.

## Życiorys
Władysław Karol Pieniążek był synem Karola i Franciszki z domu Piesch. Urodził się 18 maja 1885 roku w Krakowie.
Podczas I wojny światowej w połowie 1915 został mianowany na stopień kapitana c. k. armii. W 1920 szef sztabu Okręgu Etapowego Tarnopol. Na tym stanowisku 15 lipca 1920 został zatwierdzony w stopniu majora z dniem 1 kwietnia 1920, w piechocie, w grupie oficerów byłej cesarskiej i królewskiej armii. 3 maja 1922 został zweryfikowany w stopniu podpułkownika ze starszeństwem z dniem 1 czerwca 1919 roku i 183. lokatą w korpusie oficerów piechoty. 10 lipca 1922 został zatwierdzony na stanowisku zastępcy dowódcy 19 pułku piechoty we Lwowie z jednoczesnym przeniesieniem z Departamentu I Piechoty Ministerstwa Spraw Wojskowych w Warszawie. 1 listopada 1922 został „powołany do służby Sztabu Generalnego z prawem jednorocznego doszkolenia w Wyższej Szkole Wojennej”. Od 3 listopada 1924 do 15 października 1925 był słuchaczem IV Kursu Doszkolenia Wyższej Szkoły Wojennej w Warszawie. 1 grudnia 1924 roku awansował na pułkownika ze starszeństwem z dniem 15 sierpnia 1924 roku i 39. lokatą w korpusie oficerów piechoty. Z dniem 15 października 1925, po ukończeniu kursu i otrzymaniu dyplomu naukowego oficera Sztabu Generalnego, został przydzielony do Inspektoratu Armii Nr V we Lwowie na stanowisko I oficera sztabu.
Jego pozycja w Wojsku Polskim została ugruntowana, gdy 30 listopada 1926 został stałym członkiem Komitetu do Spraw Uzbrojenia i Sprzętu pod przewodnictwem generała dywizji Leonarda Skierskiego. 7 marca 1927 został wyznaczony na stanowisko dowódcy piechoty dywizyjnej 11 Dywizji Piechoty w Stanisławowie. Z racji pełnionej funkcji był zastępcą dowódcy dywizji, generała brygady Kazimierza Łukoskiego. W międzyczasie, od 10 listopada 1931 do 15 lipca 1932, był słuchaczem VI Kursu Centrum Wyższych Studiów Wojskowych w Warszawie.
Z dniem 31 sierpnia 1935, po przeszło ośmiu latach służby na stanowisku dowódcy piechoty dywizyjnej, został przeniesiony w stan spoczynku.
W drugiej połowie lat 30. był komendantem Federacji Polskich Związków Obrońców Ojczyzny i VI Okręgu Związku Rezerwistów. Był autorem „Strzeleckiej Pieśni Rezerwistów”, Pieśni Rezerwistów Zawodników Strzeleckich.
W czasie II wojny światowej był podobno jeńcem sowieckiego obozu w Starobielsku.

## Ordery i odznaczenia
- Krzyż Niepodległości (9 listopada 1931)[23]
- Krzyż Oficerski Orderu Odrodzenia Polski (11 listopada 1934)[24]
- Krzyż Walecznych (czterokrotnie, 1921, 1922)[25][26]
- Złoty Krzyż Zasługi (dwukrotnie: 17 marca 1930[27], 18 lutego 1939[28])
- Medal Pamiątkowy za Wojnę 1918–1921
- Medal Dziesięciolecia Odzyskanej Niepodległości